# Заремба Михайло Ігорович
Михайло Ігорович Заремба (19 листопада 1987, Жуличі Золочівського району Львівської області — 7 травня 2022, Одеська область) — український льотчик-інструктор І класу, військовослужбовець, майор 10 МАБр Збройних сил України, учасник російсько-української війни. Лицар ордена Богдана Хмельницького III ступеня (2022, посмертно).

## Життєпис
Михайло Заремба народився в селі Жуличі, нині Золочівської громади Золочівського району Львівської области України.
У 2010 році закінчив Харківський національний університет Повітряних сил імені Івана Кожедуба. Відтоді служив у складі 10-ї морської авіаційної бригади.
Із початком російської агресії не зрадив присязі і в березні 2014 року вийшов із тимчасово окупованого Криму на материкову Україну і долучився до боротьби із загарбниками в зоні проведення АТО. Учасник миротворчої місії ООН у Конго. Перебував на посаді командира вертолітного загону вертолітної ескадрильї 10 МАБр.
Загинув 7 травня 2022 року під час виконання надскладного завдання над звільненням острова Зміїний. Вертоліт Мі-14 був збитий російською ракетою.
Похований 12 травня 2022 року в родинному селі.
Залишилися дружина та двоє дітей.

## Нагороди
- орден Богдана Хмельницького III ступеня (12 травня 2022, посмертно) — за особисту мужність і самовіддані дії, виявлені у захисті державного суверенітету та територіальної цілісності України, вірність військовій присязі[1].
- Нагрудний знак за учасника АТО.
- Нагрудний знак воїн миротворець.
- Медаль за місії ООН.
- Нагрудний знак за 60 років в 40 кримській радіотехнічній бригаді.
- Нагрудний знак 80 років в штурманській службі авіації.
- Відзнака Призидента України за участь у АТО.
- Нагрудний знак хрест в 25 років в військо морським силам україни.
- Медаль за досягнення у військовій службі 2 ступеня.
- Медаль за 20 років в морській авіації.
- Медаль за 10 років сумлінної служби.
- Медаль за 15 років сумлінної служби.